# Збройні сили Албанії
Збро́йні си́ли Алба́нії (алб. Forcat e Armatosura të Republikës së Shqipërisë) — збройні сили Республіки Албанія. Складаються зі сухопутних військ, об'єднаних військ ППО та повітряних сил, а також військово-морських сил.
Принцип комплектування змішаний. Повний перехід збройних сил на професійну основу заплановано на 2020 рік. Термін служби за призовом 12 місяців.
На утримання Збройних Сил виділяється до 2 % від ВВП (станом на 2008 р.)
Головними постачальниками озброєння, техніки та спорядження для Збройних Сил Албанії є країни СНД, Китай, Італія, Німеччина, Сербія, США та Нідерланди.
Дата введення дієвої структури: 14 листопада 2006.
Збройні сили структурно складаються з Генерального штабу, Об'єднаного командування збройних сил, тилової служби та AL-TRADOC (управління бойової підготовки та логістики).
Штаб Об'єднаного командування збройних сил розташований в місті Дуррес. Йому підпорядковані всі підрозділи Морської бригади, бригади ВПС і ППО (Повітряна бригада), піхотної бригади швидкого реагування, полку «командос» і бригади територіальної оборони. Командувач — генерал-майор Шпетом Спагії.
Варто відзначити, що Збройні Сили не мають резервних частин та підрозділів. Проте в запасі зазначається до 10 тис. осіб, які, при необхідності, можуть бути призвані, щоб збільшити або доповнити наявні частини та підрозділи, а також для їх підтримки при виконанні спеціальних завдань. Список резервістів постійно оновлюється демобілізованими зі строкової служби та звільненими в запас військовослужбовцями-контрактниками.

#### Озброєння та техніка
У 2019 році Албанія отримала від США 37 колісних броньованих машин International MaxxPro класу MRAP з колісною формулою 4х4. Передача відбулась в рамках військової допомоги від Міністерства оборони США по програмі реалізації надлишкового військового майна Excess Defense Articles (EDA).
У кінці лютого 2021 року ЗС Албанії отримала в рамках допомоги від США 29 HMMWV. США передають техніку в рамках безоплатної допомоги для підвищення бойової готовності Албанії та сумісності її збройних сил з НАТО.